# Anthar Yahia
Anthar Yahia (ur. 21 marca 1982 w Miluzie), algierski piłkarz, występował na pozycji obrońcy. Posiada również obywatelstwo francuskie.

## Życiorys
Swoją karierę zaczynał w FC Sochaux-Montbéliard. W sezonie 2000/2001 był w kadrze Interu Mediolan, jednak nie rozegrał w tym klubie żadnego meczu i przeniósł się z powrotem do Francji. Jego nowym klubem została SC Bastia, gdzie rozegrał cztery sezony, rozgrywając w sumie 102 spotkania w Ligue 1. Swojego pierwszego gola w pierwszej lidze francuskiej zdobył 11 września 2004, w 5 kolejce, kiedy to Bastia na własnym boisku podejmowała AJ Auxerre. Bramka padła w 31 minucie i zapewniła gospodarzom 3 punkty. W sezonie 2005/2006 Bastia występowała już w Ligue 2, a Yahia został zawodnikiem OGC Nice i rozegrał tam 30 spotkań zanim został wypożyczony do beniaminka niemieckiej Bundesligi, VfL Bochum. Jego debiutancki gol dla Bochum padł w 28 kolejce (8 kwietnia), w 16 minucie na 2:0 i przyczynił się do pokonania Bayeru 04 Leverkusen. Następnie grał w takich klubach jak: An-Nassr, 1. FC Kaiserslautern, Espérance Tunis, AO Platania i Angers SCO. W 2016 trafił do US Orléans.
Yahia jest reprezentantem Algierii. Debiutował w meczu Pucharu Narodów Afryki przeciwko Kamerunowi, a Algierczycy zremisowali 1:1. Natomiast pierwszego gola dla swojej reprezentacji zdobył w spotkaniu kwalifikacji do Mistrzostw Świata 2006 w meczu z Zimbabwe. Łącznie w kadrze narodowej wystąpił 53 razy i zdobył 6 goli.

## Kariera w liczbach
| Sezon   | Klub                   | Kraj    | Flaga   | Rozgrywki             | Mecze | Bramki |
| ------- | ---------------------- | ------- | ------- | --------------------- | ----- | ------ |
| 1999/00 | FC Sochaux-Montbéliard | Francja | Francja | Ligue 2               | 0     | 0      |
| 2000/01 | Inter Mediolan         | Włochy  | Włochy  | Serie A               | 0     | 0      |
| 2001/02 | SC Bastia              | Francja | Francja | Ligue 1               | 6     | 0      |
| 2002/03 | SC Bastia              | Francja | Francja | Ligue 1               | 23    | 0      |
| 2003/04 | SC Bastia              | Francja | Francja | Ligue 1               | 18    | 0      |
| 2004/05 | SC Bastia              | Francja | Francja | Ligue 1               | 6     | 0      |
| 2005/06 | OGC Nice               | Francja | Francja | Ligue 1               | 21    | 0      |
| 2006/07 | OGC Nice               | Francja | Francja | Ligue 1               | 9     | 0      |
| 2006/07 | VfL Bochum             | Niemcy  | Niemcy  | Bundesliga            | 16    | 1      |
| 2007/08 | VfL Bochum             | Niemcy  | Niemcy  | Bundesliga            | 33    | 2      |
| 2008/09 | VfL Bochum             | Niemcy  | Niemcy  | Bundesliga            | 24    | 1      |
| 2009/10 | VfL Bochum             | Niemcy  | Niemcy  | Bundesliga            | 18    | 1      |
| 2010/11 | VfL Bochum             | Niemcy  | Niemcy  | 2. Fußball-Bundesliga | 28    | 2      |
| 2011/12 | 1. FC Kaiserslautern   | Niemcy  | Niemcy  | Bundesliga            | 11    | 0      |
| 2012/13 | 1. FC Kaiserslautern   | Niemcy  | Niemcy  | 2. Fußball-Bundesliga | 2     | 0      |
| 2012/13 | Espérance Tunis        | Tunezja | Tunezja | CLP-1                 | 11    | 0      |
| 2013/14 | Espérance Tunis        | Tunezja | Tunezja | CLP-1                 | 1     | 0      |
| 2013/14 | AO Platania            | Grecja  | Grecja  | Superleague Ellada    | 11    | 0      |
| 2014/15 | Angers SCO B           | Francja | Francja | CFA 2 B               | 3     | 0      |
| 2015/16 | Angers SCO B           | Francja | Francja | CFA 2 B               | 7     | 1      |
| 2015/16 | US Orléans             | Francja | Francja | Championnat National  | 14    | 1      |
| 2016/17 | US Orléans             | Francja | Francja | Ligue 2               | 7     | 0      |